# Casa-fàbrica Amigó
|  | No s'ha de confondre amb casa-fàbrica Català-Amigó. |

La casa-fàbrica Amigó era un conjunt d'edificis situat al carrers d'en Robador i de Sant Pau del Raval de Barcelona, actualment desapareguts.

## Història
El sastre Llorenç Amigó i Cuyàs es va instal·lar a mitjans del segle xviii, al carrer de les Caputxes davant de Santa Maria del Mar, al costat de la font. El 1791, va adquirir al comerciant Ildefons Barnó unes cases al carrer d'en Robador, que el 1797 faria reedificar amb planta baixa, entresol i tres pisos segons el projecte del mestre de cases Joan Fàbregas i Rabassa. El seu fill Esteve Amigó i Soler, també sastre, hi establí una fàbrica de teixits i filats i trenyines de cotó, on el 1803 tenia 20 telers i 20 fusos de filar. Tenia a més una botiga de «lienzos y pintados» a la casa del carrer de les Caputxes, així com un altre establiment al carrer dels Banys Vells: «En la casa fábrica de D. Esteban Amigó, en la calle de Robador, se vende algodon en rama de varias calidades hilo de lo mismo en diferentes medidas, piezas con empesa ó sin blanquear, de varios números. Asimismo se venden torcidas de mejor calidad que las de Malta, por ser algodon de nuestras Américas, sin abono y sin haber tocado agua: dan mejor luz que las del extranjero en aceyte, sebo y cera; pueden servir para calceta, lona de navegación, y otros varios usos: se hacen las madejas á dos, tres ó mas cabos, á gusto del comprador: todo lo dicho se hallará en la calle de los Baños viejos, y en su propia casa, junto á la fuente de Santa Maria, por mayor y menor, á precios equitativos.»

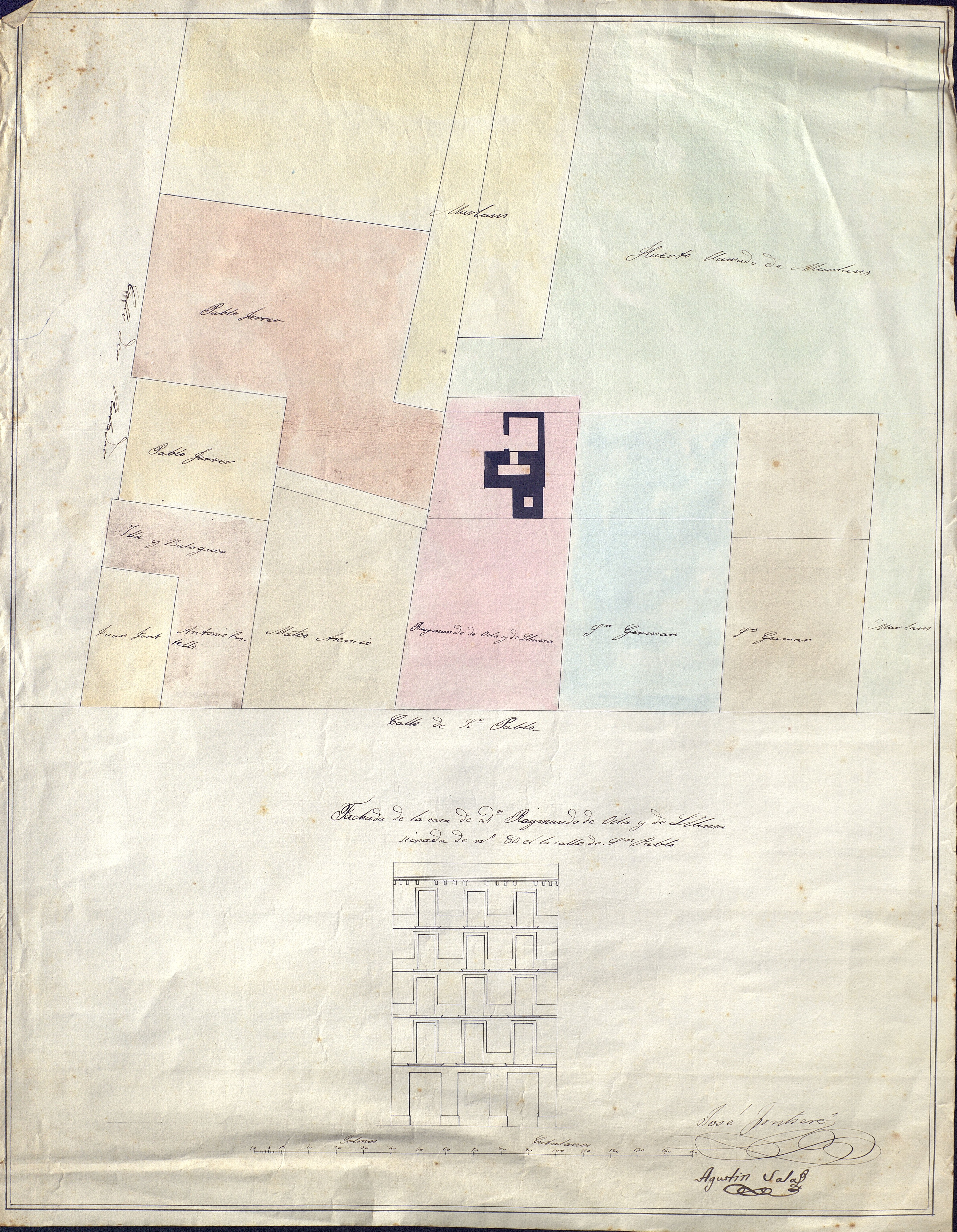
Plànol parcel·lari on es pot veure la casa-fàbrica del carrer d'en Robador dividida en dues finques

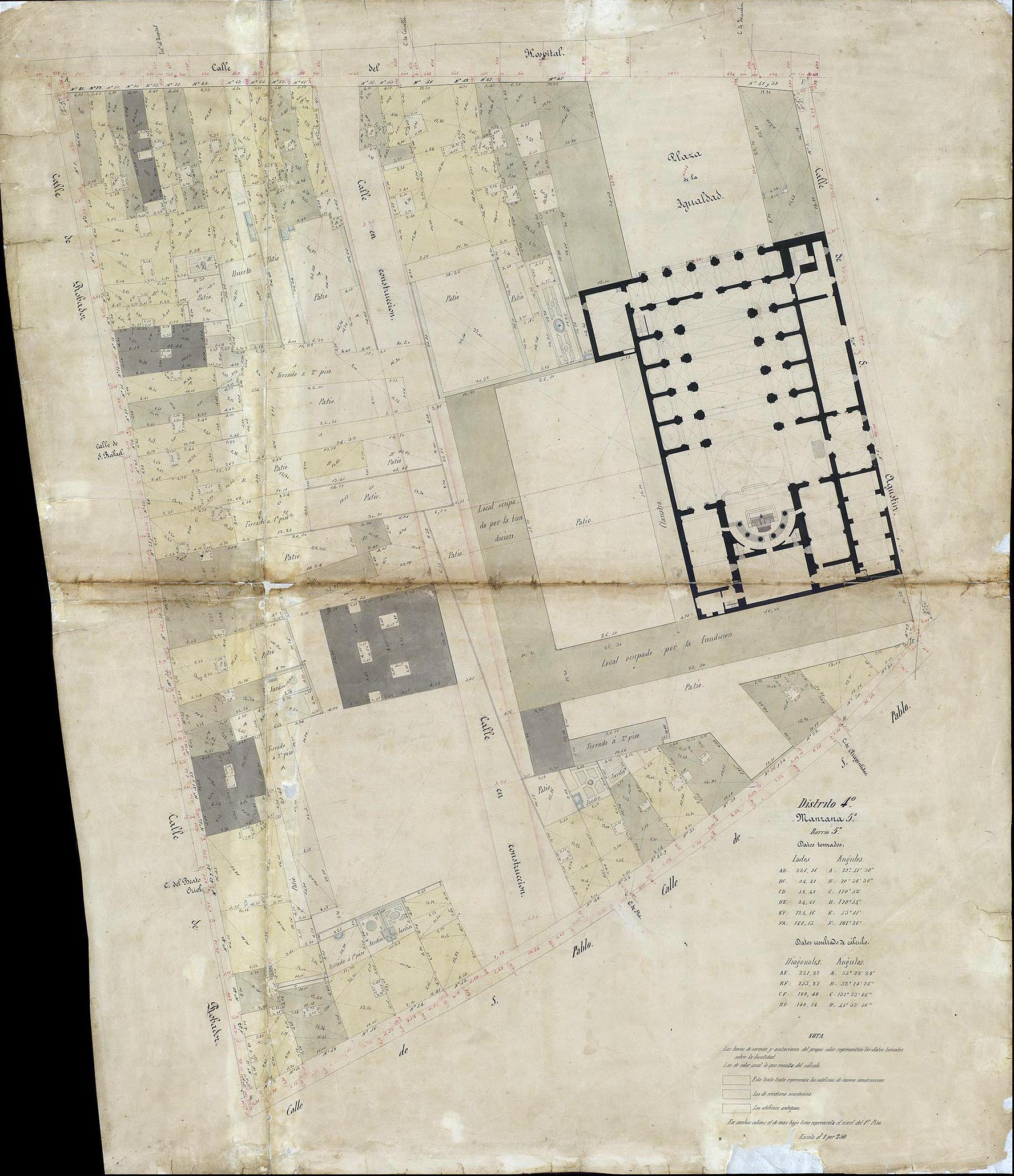
Quarteró núm. 96 de Garriga i Roca (c. 1860)

Va morir el 1826, i l'any següent, la seva vídua Paula Cortada va vendre a carta de gràcia la casa-fàbrica als germans Josep, Sever, Pau i Laura Farré, venda que es va convertir en perpètua el 1832.  El 1849 hi havia al núm. 45 l'establiment d'aprest de Joan Vinyolas, i el 1857 el de Josepa Vinyolas, i el mateix any, la fàbrica de buates d'Antoni Candaló al núm. 47.
El 1876, la casa-fàbrica fou enderrocada per a construir-hi tres edificis d'habitatges (actuals núms. 45, 47 i 49) i una part del solar es convertí en pati d'illa del núm. 58 de Sant Pau, que fins aleshores no en tenia.

### Sant Pau, 58
El 1797, Llorenç Amigó va adquirir a Ignasi Planas i la seva esposa Maria Josepa una altra finca al carrer de Sant Pau, que el seu fill Esteve faria reedificar el 1799 amb planta baixa i quatre pisos, segons el projecte del mateix Fàbregas i Rabassa.
El 1828, el seu fill Esteve Amigó i Cortada, cerer, va demanar permís per a tapiar un portal al «barri» o pati del carrer de Sant Pau, i el 1830, ell i la seva germana Paula vengueren la propietat al forner Francesc Farrés, que tot seguit va demanar permís per a construir-hi un edifici d'habitatges de planta baixa i quatre pisos segons el projecte del mestre de cases Pere Rovira, i hi establí el seu obrador.
Posteriorment, va passar a mans del sabater Mateu Asencio (o Asensio), que el 1865 va afegir-hi un àtic, segons el projecte de l'arquitecte Josep Simó i Fontcuberta. Entre 1993 i 2018, va acollir la Sala Conservas.